# Ben Coleman
Pour les articles homonymes, voir Coleman.
Benjamin Coleman, dit Ben Coleman, né le 14 novembre 1961 à Minneapolis et mort le 6 janvier 2019 dans la même ville, est un joueur américain de basket-ball.

## Biographie
Deuxième choix des Bulls de Chicago à la Draft 1984 de la NBA — le premier choix des Bulls étant Michael Jordan —, il joue dans de nombreux clubs de 1984 à 1997.